# Jean-Victor Bertin
Jean-Victor Bertin, född 20 mars 1767 i Paris, död 11 juni 1842 i Paris, var en fransk målare av historiska landskap med Italien som främsta inspirationskälla. Han är känd för sin minutiösa klassiska stil.
Jean-Victor Bertin blev elev till Pierre-Henri de Valenciennes och kom som studerande in i den franska konstakademin år 1785. Hans lärare vid konstakademin var Gabriel-François Doyen. Mellan åren 1785 och 1793 deltog han i flera "concours d'émulation"-tävlingar och från 1793 ställde han ut sin konst i Salongen i Paris. Han vann en "prix d'encouragement" 1799 och 1808 fick han ett erkännande för ett av sina verk som belönades med en guldmedalj. Han fick Hederslegionen den 21 augusti 1822.
Jean-Victor Bertin var lärare för bland andra Léon Cogniet och Camille Corot. Han fick ett antal uppdrag för palatsen i Trianon och i Fontainebleau mellan åren 1811 och 1817. Uppskattning från väl ansedda konstentusiaster ledde till att den franska staten köpte hans konstverk kontinuerligt för att berika museer. Ändock dog han utfattig.